# كاميلو مولر
كاميلو مولر (بالألمانية: Camillo Müller)‏ هو مبارز بالسيف نمساوي، (و. 1870 – 1936 م).

## وصلات خارجية
- كاميلو مولر على موقع أوليمبيديا (الإنجليزية)